# Presquille, Louisiana
Presquille, Louisiana (енгл. Presquille) насељено је место без административног статуса у америчкој савезној држави Луизијана.

## Демографија
По попису из 2010. године број становника је 1.807.
| Група             | 2000.    | 2010.         |
| Белци             | 0 (0,0%) | 1.683 (93,1%) |
| Афроамериканци    | 0 (0,0%) | 41 (2,3%)     |
| Азијати           | 0 (0,0%) | 9 (0,5%)      |
| Хиспаноамериканци | 0 (0,0%) | 21 (1,2%)     |
| Укупно            | 0        | 1.807         |